# Pokus o státní převrat v Burkině Faso 2015
Pokus o státní převrat v Burkině Faso v roce 2015 byl neúspěšný pokus o převzetí moci v Burkině Faso, který byl zahájen dne 16. září 2015, když členové Prezidentské bezpečnostní gardy (Régiment de sécurité présidentielle, RSP) – kontroverzní autonomní vojenské jednotky zřízené za vlády prezidenta Blaise Compaorého – zadrželi přechodnou vládu země. Mezi zadrženými byli mmj. přechodný prezident Michel Kafando, premiér Yacouba Isaac Zida (který dříve působil jako zástupce velitele RSP) a řada členů vlády. Tato přechodná vláda byla ustavena po lidovém povstání v roce 2014, kdy byl svržen dlouholetý prezident Compaoré, jenž se sám dostal k moci převratem v roce 1987, kdy odstranil dlouholetého levicového vůdce Thomase Sankaru. Nové všeobecné volby byly naplánovány na 11. října 2015.
Jednotky RSP úspěšně převzaly kontrolu nad hlavním městem Ouagadougou a vyhlásily vytvoření nové junty, v jejímž čele stanul generál Gilbert Diendéré, který měl dohlížet na přechodné období ukončené volbami. Vůdci převratu odsoudili volební zákon přechodné vlády, jenž zakazoval kandidaturu příznivcům Compaorého, a slíbili, že umožní účast všem stranám. Junta však nedokázala upevnit svou moc v celé zemi a čelila občanským protestům i silnému tlaku ze strany regionálních vůdců a později také státních ozbrojených sil, aby obnovila původní přechodnou vládu. Nakonec, po vstupu státních ozbrojených jednotek do hlavního města s cílem konfrontovat RSP, byl Kafando dne 23. září 2015 opětovně dosazen do funkce prezidenta.

## Pozadí
V bezprostředních dnech předcházejících převratu se Prezidentská bezpečnostní garda (RSP), která byla v minulosti během Compaorého vlády spojována s několika údajnými pokusy o státní převrat, dostala pod silný tlak veřejnosti. Dne 14. září 2015 bylo oznámeno, že komise pověřená návrhem reforem po povstání dospěla k závěru, že RSP by měla být rozpuštěna a její členové převeleni. Zpráva, která byla předložena premiérovi Zidovi, popisovala RSP jako „armádu v armádě“.

## Převrat
Zatímco jeden z vysoce postavených vojenských zdrojů uvedl, že vojáci, kteří zatkli členy vlády, nevznesli žádné požadavky, jeden občanský aktivista informoval, že požadovali rezignaci přechodného prezidenta Kafandy. Chérif Sy, předseda Národní přechodné rady, následně zveřejnil prohlášení, v němž uvedl, že probíhá dialog mezi vojenským velením a „příslušníky RSP“ odpovědnými za převrat a upozornil, že zemi hrozí nebezpečí. Sankaristické hnutí Le Balai Citoyen, které hrálo významnou roli v povstání roku 2014, vyzvalo obyvatele města Ouagadougou, aby se shromáždili na Náměstí revoluce a protestovali proti aktuálnímu dění. Poté, co se stovky demonstrantů shromáždily před prezidentským palácem, zahájili vojáci varovnou palbu, aby je rozehnali. Demonstranti ustoupili, nerozptýlili se však. Někteří byli zahnáni obušky a ze čtvrti Ouaga 2000 byla hlášena střelba. Demonstranti skandovali hesla jako „Pryč s RSP“ a „Chceme volby“. Soukromá stanice Radio Omega oznámila, že ji jednotky Prezidentské bezpečnostní gardy násilně uzavřely, vysílání rovněž přerušilo několik dalších rozhlasových stanic.
V reakci na převrat bylo do Ouagadougou vysláno asi 20 francouzských vojáků. Řada mezinárodních organizací události odsoudila – OSN, Africká unie a ECOWAS vyzvaly k propuštění zadržených a vyjádřily podporu demokratické transformaci země.
17. září 2015 vůdci převratu oznámili, že sesazují Kafandu, rozpouštějí vládu a přechodný zákonodárný orgán a vytvářejí nové přechodné těleso – Národní radu pro demokracii (francouzsky Conseil national pour la Démocratie, CND), která má zemi dovést k „inkluzivním a pokojným volbám“. Ve svém prohlášení kritizovali přechodné úřady za vypracování údajně nedemokratického volebního zákonu, který znemožňoval kandidaturu těm, kdo v roce 2014 podporovali návrh na zrušení limitu prezidentských mandátů, a za ignorování doporučení organizace ECOWAS k jeho zrušení. Předsedou rady byl jmenován generál Gilbert Diendéré.
Téhož dne Diendéré prohlásil, že Compaoré s převratem nemá nic společného a že puč podporuje i zbytek armády. Vyzval k zachování klidu „tak, abychom mohli pokračovat v cestě k inkluzivním a demokratickým volbám“ a apeloval na mezinárodní společenství: „Víme, že převraty nejsou nikdy mezinárodním společenstvím přijímány, žádáme ale o pochopení cíle našeho jednání. Jsme odhodláni k dialogu a přijímáme určité zásady mezinárodního společenství.“ Zdůraznil, že nemá politické ambice a že se zapojuje pouze kvůli „zvláštní situaci“. Uvedl, že moc bude předána civilní vládě „jakmile k tomu nastanou podmínky“. V jiném vyjádření dodal, že prezidentské a parlamentní volby budou hierarchicky uspořádány podle nového plánu, který bude stanoven po konzultaci s „dotčenými aktéry, zejména politickými stranami a organizacemi občanské společnosti“. Slíbil též změnu volebního zákona, aby se v mohly zúčastnit všechny politické síly.
18. září 2015 Diendéré oznámil, že byl Kafando propuštěn a že Zida je v domácím vězení. Státní hranice Burkiny Faso, které byly krátce po převratu uzavřeny, byly znovu otevřeny. Téhož dne Africká unie pozastavila členství Burkiny Faso a uvalila sankce na vůdce převratu. Dva regionální představitelé – Macky Sall, prezident Senegalu a předseda ECOWASu, a Thomas Boni Yayi, prezident Beninu – odcestovali do Ouagadougou, aby vedli jednání s Diendérém.
Po dalším kole jednání dne 19. září prohlásil Boni, že „následující den budou oznámeny dobré zprávy“. Následujícího dne vtrhli příznivci převratu násilně do vstupní haly hotelu, kde probíhala jednání. Později během dne bylo oznámeno znění návrhu dohody, která by umožnila kandidaturu původně vyloučeným uchazečům ve volbách, čímž by bylo vyhověno jednomu z hlavních požadavků CND. Dohoda poskytovala amnestii účastníkům převratu a vyžadovala propuštění zadržených osob. Rovněž umožňovala odklad voleb, stanovila ale, že se musí konat nejpozději 22. listopadu. Obě strany se však stále neshodovaly na tom, kdo by měl přechodné období vést – návrh dohody požadoval obnovení Kafandy ve funkci prezidenta, zatímco CND trvala na tom, že Diendéré by měl zůstat ve funkci po zbytek tohoto přechodného období.

## Odpor a neúspěch převratu

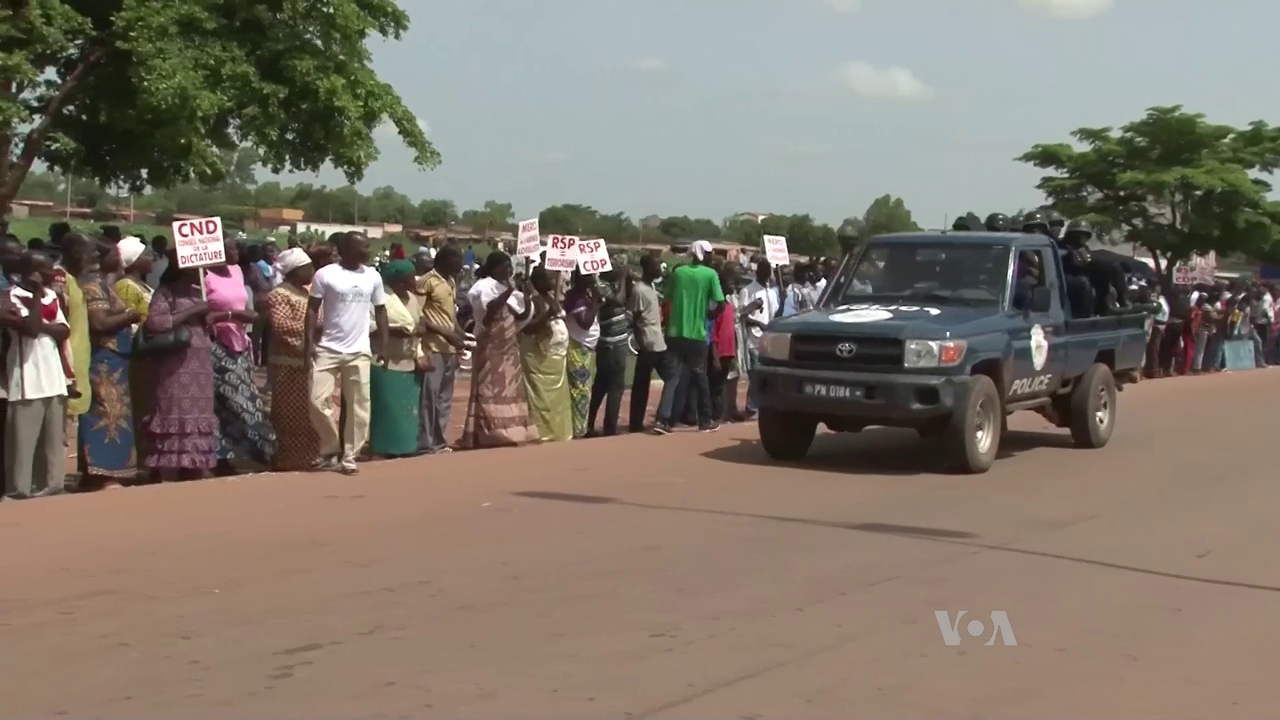
Protesty namířené proti RSP v Ouagadougou

Národní rada pro demokracii (CND) nikdy jasně neprosadila svou autoritu mimo hlavní město Ouagadougou, díky čemuž dne 21. září 2015 armádní představitelé oznámili, že jednotky pravidelné armády pochodují směrem k hlavnímu městu s cílem převrat ukončit. Gilbert Diendéré oznámil plán propustit Zidu jako gesto smíření. Vzhledem k vidině konfrontace se státními ozbrojenými složkami a pokračujícím protestům odpůrců převratu, kteří považovali návrhy dohody za příliš ústupné vůči pučistům, prohlásil Diendéré, že se CND podřídí ustanovení návrhu dohody o návratu civilní vlády. Upozornil, že krize by v případě, že nebude vyřešena mírovou cestou, mohla vést k „chaosu, občanské válce a rozsáhlému porušování lidských práv“.
Náčelník generálního štábu, brigádní generál Pingrenoma Zagré, vyzval členy prezidentské gardy (RSP), aby složili své zbraně, a slíbil, že jim nebude ublíženo, vzdají-li se pokojně. Ve městě Bobo-Dioulasso obyvatelé uváděli, že viděli jednotky státních ozbrojených sil mířit směrem na Ouagadougou, obyvatelé jiného města Koudougou vyjadřovali těmto vojákům podporu. Jednotky armády vstoupily do hlavního města nad ránem 21. září, aniž by narazily na jakýkoliv odpor ze strany RSP.
Ačkoli CND předtím oznámila propuštění prezidenta Kafanda, mělo se za to, že byl až do 21. září stále v domácím vězení, než dorazil do rezidence francouzského velvyslance. Armáda údajně začala po svém příchodu do hlavního města vyjednávat s RSP. V rozhovoru pro BBC Diendéré uvedl, že Kafando bude znovu ustanoven prezidentem, jakmile návrh dohody formálně schválí ECOWAS. Možnost kapitulace odmítl se slovy, že si CND přeje pokračovat v jednáních a že je „připravena naplnit rozhodnutí organizace ECOWAS“.
Státní ozbrojené složky vydaly RSP ultimátum, aby se vzdala do rána 22. září. Diendéré varoval, že se prezidentská garda v případě potřeby bude bránit, zdůraznil ale, že dává přednost mírovému řešení. Lhůta pro složení zbraní ze strany RSP uplynula bez bojů, neboť vyjednávání mezi oběma stranami nadále pokračovalo. Později dne 22. září došlo k dosažení dohody: RSP se stáhne do svých kasáren a státní složky opustí město, armáda také slíbila, že členům RSP nebude ublíženo. Vedoucí představitelé ECOWASu plánovali 23. září odcestovat do Ouagadougou, aby dohlédli na znovunastolení prezidenta Kafanda.
Kafando byl znovuuveden do úřadu prezidenta 23. září při slavnostním aktu za přítomnosti vůdců ECOWASu. Do funkce předsedy vlády se rovněž vrátil Isaac Zida a uvedl, že očekává několikatýdenní odklad voleb. Diendéré označil převrat za chybu a dodal:
„Věděli jsme, že lidé s převratem nesouhlasí. Proto jsme se ho vzdali.“

## Následky

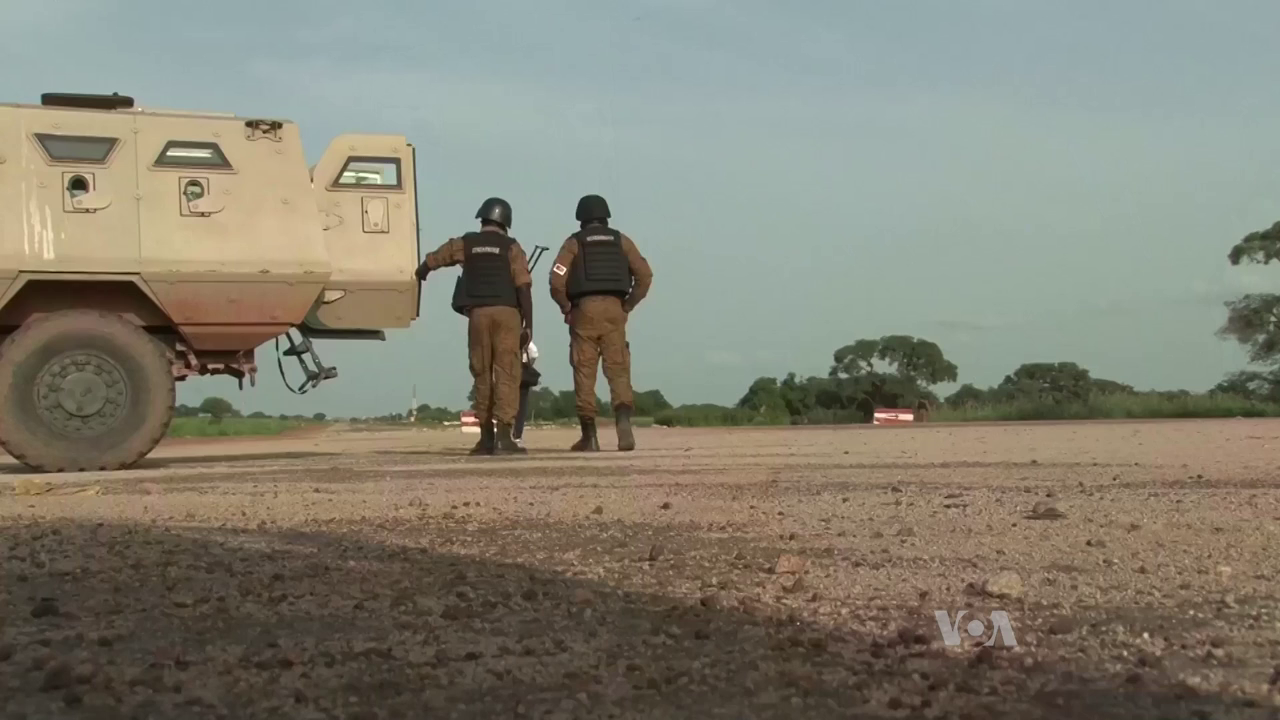
Ozbrojené jednotky před prezidentským palácem, 29. září 2015

Během převratu zemřelo 11 lidí, více než 250 jich bylo zraněno. Při prvním zasedání vlády po událostech, konaném 25. září, byl odvolán ministr bezpečnosti a zrušena funkce šéfa prezidentské vojenské rady. Zřízena byla také komise k identifikaci osob zapojených do převratu, která dostala třicet dní na vypracování zprávy. Prezident Guineje Alpha Condé označil převrat za „ten nejhloupější na světě“.
25. září byl dekretem vlády Prezidentská bezpečnostní garda (RSP) rozpuštěna, jak bylo doporučeno již před převratem. 26. září byly zmrazeny majetky Gilberta Diendérého a dalších osob spojovaných s převratem ze strany státního zastupitelství.

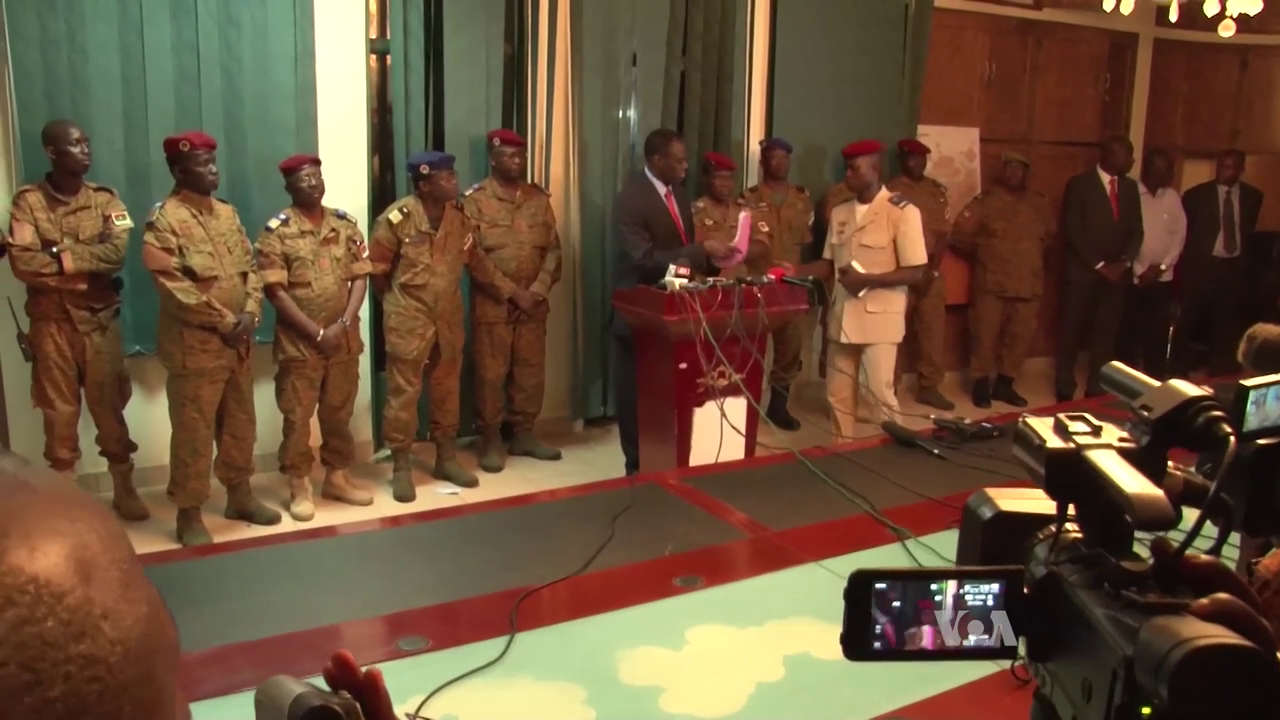
Tisková konference prezidenta Kafanda po neúspěchu převratu, 30. září 2015

28. září obvinil náčelník generálního štábu RSP z nedodržení vládního příkazu k odzbrojení, obě strany se již dříve navzájem obviňovaly z nepřátelského chování během procesu. Diendéré napětí zlehčoval a prohlásil, že proces bude pokračovat. Zároveň ale uvedl, že členové RSP potřebují zbraně pro svou vlastní bezpečnost, protože podle něj vláda nedodržela záruky jejich ochrany.
29. září armáda obklíčila základnu RSP ve čtvrti Ouaga 2000 v Ouagadougou a zaútočila na ni, přičemž kontrolu převzala „bez většího odporu“. Diendéré uvedl, že se snažil přesvědčit své vojáky k odzbrojení ještě před útokem armády, mnozí to ale odmítli. Diendéré následně zřejmě uprchl na ambasádu Vatikánu. Poté, co vláda poskytla Vatikánu záruku, že Diendéré nebude zabit, byl dne 1. října předán do vládní vazby, při čemž jej doprovázel bývalý burkinafaský prezident Jean-Baptiste Ouédraogo.

### Obvinění

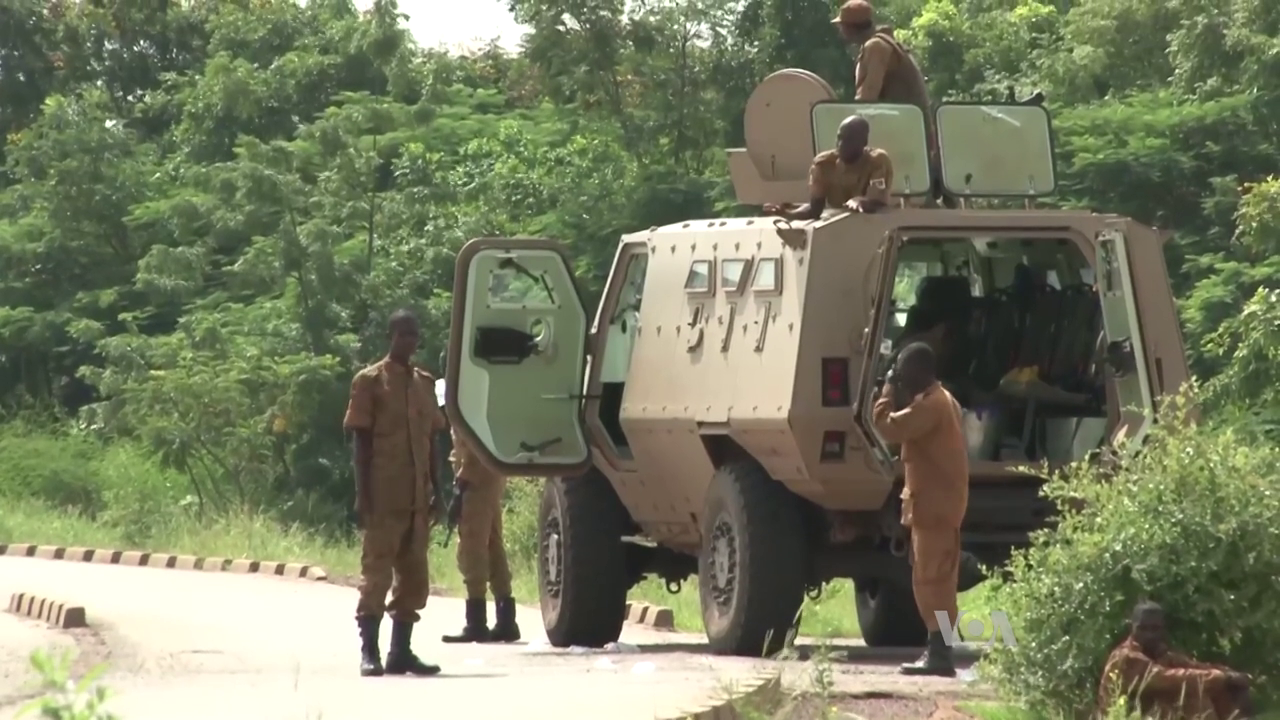
Vozidlo spřízněných sil během útoku na základnu RSP, 29. září 2015

Diendéré a Djibrill Bassolé, jenž zastával funkci ministra zahraničních věcí až do svržení prezidenta Compaorého, byli 6. října obviněni z několika trestných činů, včetně vraždy, útoku na státní bezpečnost, spolčování se se zahraničními silami za účelem destabilizace vnitřní bezpečnosti, úmyslného způsobení zranění a úmyslného poškozování majetku. Bassolé, jehož kandidatura na prezidenta byla přechodnou vládou zamítnuta, byl dříve zatčen pro podezření ze spoluviny na převratu, ačkoliv svou vinu odmítal. 5. října byli zatčeni další dva politici: Léonce Koné a Hermann Yaméogo. Plukovník Sidi Paré, který v přechodné vládě působil jako delegovaný ministr pro bezpečnost, byl podle zpráv zatčen 6. října. Členové rozpuštěného RSP byli převeleni na jiné pozice v rámci armády, 7. října ale vláda oznámila, že asi 30 z přibližně 1 300 členů RSP nenastoupilo na nové pozice. Byli proto označeni za „pravděpodobně vinné“ a považováni za uprchlé. 8. října byl zatčen další politik, místopředseda CDP Achille Tapsoba.
Plukovník Sita Sangaré, ředitel vojenské justice, 16. října uvedl, že v souvislosti s převratem bylo obviněno 23 osob. Diendéré byl obviněn z 11 trestných činů, včetně zločinů proti lidskosti, Bassolé z šesti. Sangaré dodal, že osoby odsouzené za vraždu mohou být potenciálně popraveny, prohlasil také, že politička CDP a manželka generála Diendérého Fatou Diendéré, bude předvedena k soudu, bude-li nalezena, ačkoli se předpokládalo, že uprchla ze země.
Předseda CDP Eddie Komboïgo – stejně jako Bassolé vyloučený z prezidentských voleb – zůstal po neúspěchu převratu ve Spojených státech, po svém návratu do Burkiny Faso byl dne 22. ledna 2016 zatčen. Komboïgo a Diendérého snacha Fatoumata Thérèse Diawara byli propuštěni dne 30. května 2016, ačkoliv obvinění proti nim stále zůstala v platnosti. Léonce Koné, poslední zadržený představitel CDP, byl 20. července 2016 prozatímně propuštěn.
V prosinci 2024 vláda vyhlásila rozsáhlou amnestii pro osoby odsouzené za účast na pokusu o převrat. Celkem bylo omilostněno 21 osob, kterým bylo nařízeno vstoupit do ozbrojených sil země.